# Zdzisław Tuliszewski
Zdzisław Tuliszewski  (ur. 27 marca 1930 w Wilnie, zm. 1 kwietnia 1994 w Wilnie) – polski prawnik i działacz społeczny działający na Litwie. Współzałożyciel Stowarzyszenia Społeczno-Kulturalnego Polaków na Litwie.

## Życiorys
W 1950 roku ukończył Szkołę Średnią nr 5 w Wilnie, będącą pierwszą polską szkołą średnią funkcjonującą w tym mieście po II wojnie światowej. Następnie wstąpił na Uniwersytet Wileński, na Wydział Prawa, który ukończył w roku 1955. Po studiach, od 1957 roku pracował jako adwokat w Nowej Wilejce.
Uprawiał także wyczynowo szermierkę, w której osiągał znaczne sukcesy na Litwie. Później był także sędzią szermierki klasy wszechzwiązkowej (kompetencje obejmowały cały ZSRR) oraz prezesem Wileńskiej Federacji Szermierki.
Był także jednym z założycieli polskiego zespołu folklorystycznego „Wilia”, w którym występował jako tancerz i śpiewak.
Był członkiem grupy inicjatywnej, która 5 maja 1988 powołała Stowarzyszenie Społeczno-Kulturalne Polaków na Litwie (SSKPL), pierwszą organizację broniąca praw polskiej mniejszości na Litwie.